# Mario Valentić
Mario Valentić (Sisak, 31. kolovoza 1980.) hrvatski je glumac, model i trener fitnessa.

## Životopis

### Karijera
Mario Valentić je rođen 31. kolovoza 1980. u Sisku. Po struci je profesor kineziologije. Od tinejdžerskih dana počeo se baviti manekenstvom, te je postao Mister turizma 2002., a samo godinu dana kasnije Mister Hrvatske 2003., uz tadašnju Missicu Aleksandru Grdić. 
Nakon toga, 2004. otvaraju mu se putevi televizijskog ekrana u kojem debitira u ulozi Borne Novaka u prvoj hrvatskoj dugotrajnoj sapunici, "Zabranjena ljubav" te u ulozi Igora u "Villi Mariji". 2008. Mario je nastupao u zabavno-humorističnoj emisiji Nove TV "Nad lipom 35". 
Krajem listopada 2008. godine sudjelovao je u glazbeno-zabavnom spektaklu "Ples sa zvijezdama", gdje mu je partnerica bila Ana Herceg. Mario i Ana su došli do finala i naposljetku pobijedili. Imao je gostujuće uloge u nekoliko domaćih serija kao što su "Bibin svijet" i "Hitna 94". U telenoveli "Dolina sunca" ostvario je ulogu negativca Žareta.

### Privatni život
Mario je također pobornik zdravog života, te je licencirani instruktor Basic Mat Pilatesa. Dana 16. kolovoza 2007. g. oženio se voditeljicom Mirnom Maras. 2009. godine par je dobio sina Niku. Rastavili su se 2013. godine i ostali u dobrim odnosima. Godine 2018. dobio je sina Nou s novom partnericom.

## Filmografija

### Televizijske uloge
- "San snova (televizijska serija)" kao "Gatuzlo" Gatuzo (2023.)
- "Kumovi" kao fizioterapeut Saša (2022.)
- "Bogu iza nogu" kao policajac Srećko Šojka (2021. – danas)
- "I godina nova 2020." kao Luigi Kenjalo (2019.)
- "Na granici" kao Vanja (2018. – 2019.)
- "Horvatovi" kao John (2015.)
- "Exkluziv Tabloid" (? – danas)
- "In Magazin" (? – danas)
- "Pod sretnom zvijezdom kao Frane Kapelo (2011.)
- "Nova u Dragošju" kao Luigi Kenjalo (2010.)
- "Dnevnik plavuše" kao Tibor (2010.)
- "Dolina sunca" kao Žarko "Žare" Žareta (2009. – 2010.)
- "Bračne vode" kao Zorro (2009.)
- "Nad lipom 35" kao Luigi Kenjalo (2008. – 2009.)
- "Hitna 94" kao Denis Bašić (2008.)
- "Sve će biti dobro" kao Nevenkin udvarač (2008.)
- "Bibin svijet" kao kupac u Martinovom dućanu (2008.)
- "Zauvijek susjedi" kao Valent (2008.)
- "Zabranjena ljubav" kao Borna Novak (2004. – 2008.)
- "Villa Maria" kao Igor (2004. – 2005.)

### Filmske uloge
- "Smash" kao trener (2010.)
- "U tišini" kao Erik (2006.)

### Sinkronizacija
- "Psići u ophodnji: Film" kao tehničar vatrometa i Harris (2021.)
- "Priča o igračkama 4" kao Borbeni Boro (2019.)

## Vanjske poveznice
- Mario Valentić u internetskoj bazi filmova IMDb-u (engl.)
- Službena stranica